# Piñán
Piñán es un municipio de Cuarta Clase de la provincia en Zamboanga del Norte, Filipinas. De acuerdo con el censo del 2000, tiene una población de 17,950 en 3,614 hogares. 

## Barangays
Piñán está políticamente subdividido en 22 barangays.
| - Bacuyong - Bagong Silang - Calicán - Del Pilar - Desin - Dilawa - Dionum - Lapu-lapu - Bajo Gumay - Luzvilla | - Población Norte - Población Sur - Santa Fe - Segabe - Sikitan - Silano - Teresita - Tinaytayan - Ubay (Daan Tipan) - Alto Gumay - Villarico |